# Limnophila upsilon
Limnophila upsilon är en tvåvingeart som beskrevs av Alexander 1924. Limnophila upsilon ingår i släktet Limnophila och familjen småharkrankar. Inga underarter finns listade i Catalogue of Life.